# Weekend in famiglia
Weekend in famiglia (Family Weekend) è un film del 2013 diretto da Benjamin Epps.

## Trama
Emily Smith-Dungy è una giovane sedicenne campionessa di salto alla corda. A casa però soffre per la sua famiglia data la mancanza di un vero e proprio sostegno della madre e del padre. Un giorno Emily decide di cambiare tutto: assieme ai fratelli prendono in ostaggio i genitori sperando che con un po' di ri-addestramento la famiglia possa tornare normale.